# Paradise Roof Garden
Hammerstein's Roof Garden (1899-1915) était le nom officiel du Paradise Roof Garden, une salle de vaudeville semi-extérieure de 600 places que le magnat du théâtre Oscar Hammerstein I fit construire au sommet du Victoria Theatre et du Theatre Republic voisin, à l'angle de la 42e Rue et de la Septième Avenue, à New York. Contrairement au premier théâtre-jardin sur le toit du Olympia Theatre, le Paradise Roof Garden gagna en renommée et concurrença ses rivaux pendant près de deux décennies,. Pour les amateurs de théâtre de New York, le nom Hammerstein’s désignait à la fois le Victoria et son jardin sur le toit. De 1904 à 1914, il fut dirigé par Willie Hammerstein (en) qui y monta des numéros de vaudeville très populaires.

## Histoire

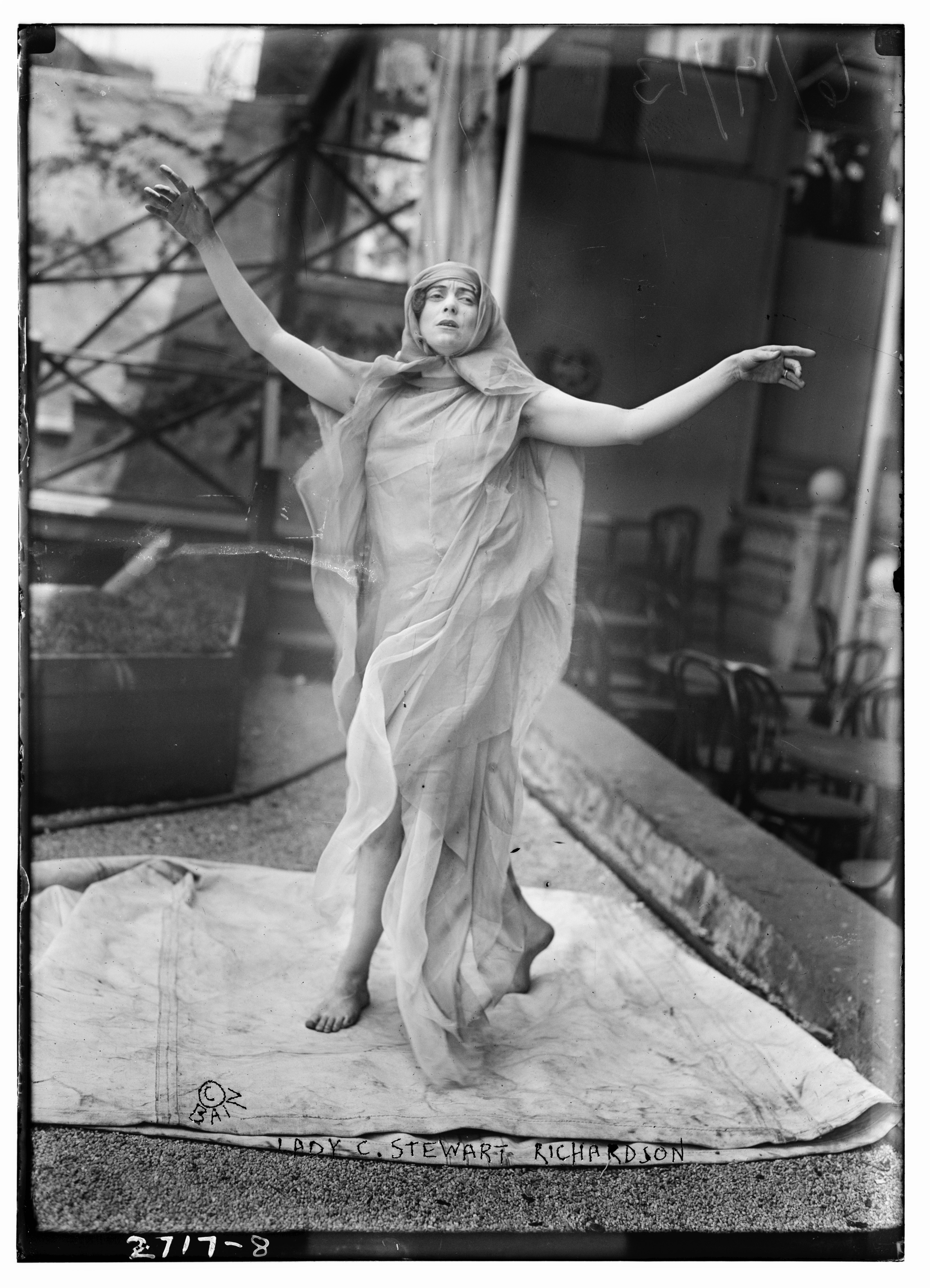
Constance Stewart-Richardson en représentation, 1913.

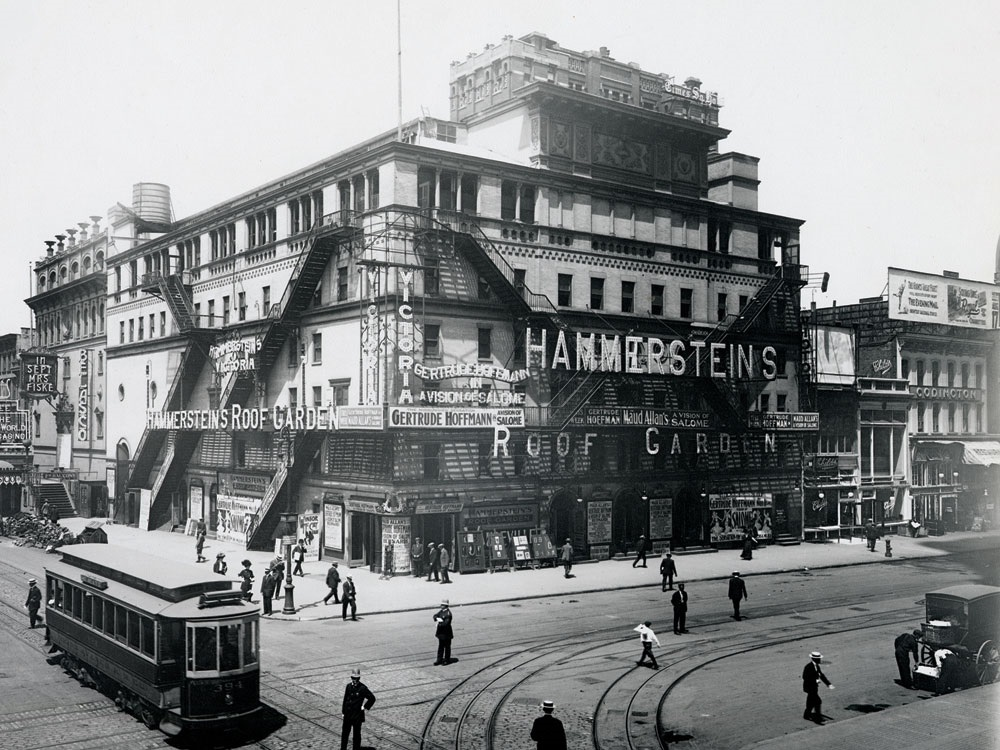
Sur les façades du Victoria Theatre, l'enseigne du Roof Garden est bien visible ; plus au fond à gauche, on distingue l'enseigne du Belasco Theatre. Le vaste jardin courait sur le toit des deux immeubles.

La construction du Victoria a souffert d'un budget anémique et, par conséquent, le jardin sur le toit ne se développa que progressivement. Il ouvrit ses portes en 1899 sous le nom de Venetian Terrace Roof Garden (Jardin Vénitien sur le Toit-terrasse) et comportait une « "grande promenade" dans le style de Monte-Carlo ». Le second des trois étages était constitué de loges, le troisième était un café en plein air. Conformément au code d'urbanisme, Hammerstein ajouta huit sorties et deux ascenseurs en acier à une « construction solide en acier et en béton » avant le début de la saison estivale de 1902. Il obtint l'autorisation d'installer un toit pouvant s'ouvrir ou se fermer pour s'adapter aux intempéries,. L'ensemble était pourvu d'un réseau de 3000 ampoules électriques suspendues à un enchevêtrement de fils qui permettaient les spectacles nocturnes et d'une couverture en verre dépoli.
La majeure partie du Roof Garden reposait sur le Victoria, laissant le toit du Belasco voisin disponible pour des éléments temporaires, notamment un paysage alpin avec rochers, lac et ruisseau, un zoo avec cygnes de Russie et singes d'Amérique du sud, une ferme laitière de style hollandais (avec vaches et fermière), et un moulin à vent parisien qui éclairait le ciel de diverses couleurs. La « Mute Revue » consistait en des expositions dans les jardins rendant hommage aux succès théâtraux de la saison de clôture. Juste à temps pour l'ouverture de la saison estivale 1907, l'ensemble du lieu fut modernisé : la maison fut repeinte en blanc et bleu avec des touches de rouge, et les loges furent remodelées et ornées de géraniums.
Outre les divertissements, le Paradise Roof Garden en plein air permit aux clients d'échapper à la chaleur accablante de l'été à New York. Sur le toit en verre coulait, les jours de chaleur, de l'eau réfrigérée pompée depuis un réservoir au sous-sol. La configuration du mobilier encourageait la conversation dans un espace exposé au soleil et au bruit extérieur ; les divertissements, variés, simples et sans paroles, étaient adaptés à un tel environnement. Certains des « dumb acts » (actes stupides) qui furent joué sur le toit comprenaient la Barnold's Dog and Monkey Pantomime Company, la funambule Bird Millman, des jongleurs à byciclette ou des danseurs espagnols. Le tableau de William Glackens, intitulé Hammerstein's Roof Garden en est une représentation,. Ce n'est qu'au début du XXe siècle que le femmes purent s'y asseoir aux côtés des hommes, de tels divertissements étant auparavant considérés comme inconvenants pour des femmes respectables.
Alors que les progrès de la climatisation rendaient obsolètes les théâtres sur les toits de New York, les films muets éloignaient les clients des théâtres de vaudeville. Avec la vente du Victoria en 1915, le jardin sur le toit fut également fermé.